# Wiesenfeld bei Coburg
Wiesenfeld bei Coburg (amtlich: Wiesenfeld b.Coburg) ist ein Gemeindeteil von Meeder im oberfränkischen Landkreis Coburg.

## Geographie
Das Pfarrdorf liegt etwa sieben Kilometer nordwestlich von Coburg. Durch den Ort fließt der Sulzbach. Der Dorfteil an der  Nord-Südstraße nach Meeder hat die Struktur eines Haufendorfes, der ältere Dorfteil an der ursprünglichen Straße nach Neida die eines Straßendorfes.

## Geschichte
In einer Urkunde vom 6. Februar 1231 wurde Wiesenfeld erstmals als „Wisentvelt“ genannt. Ulrich III. von Callenberg verkaufte damals den Ort an das Hochstift Würzburg. Die Gemeinde gehörte ursprünglich zur Urpfarrei Meeder und wurde im 16. Jahrhundert zur Pfarrei erhoben.
Das Kloster Mönchröden besaß ein Gut in Wiesenfeld. Ab 1353 lag Wiesenfeld im Herrschaftsbereich der Wettiner und somit seit 1485 im Kurfürstentum Sachsen, aus dem das Herzogtum Sachsen-Coburg hervorging. Die Dorfherrschaft hatte der Herr des Rittergutes inne. Der letzte Eigentümer Johann Conrad von Scheres-Zieritz starb 1704 und bestimmte testamentarisch, dass sein Wohnhaus und zwei Wiesenfelder Güter eine Stiftung bilden sollten, um bedürftige und würdige Personen evangelisch-lutherischen Bekenntnisses in Altenheimen zu unterstützen. Die Stiftung unterstützt noch heute bedürftige alte Menschen in Coburg.
Im Jahr 1508 lebten in Wiesenfeld 22 wehrfähige Männer. Neunzig Jahre später, 1618 zu Beginn des Dreißigjährigen Kriegs, waren es 35. Bis 1650 sank die Zahl auf 24. Die Anzahl der Häuser verminderte sich im gleichen Zeitraum von 35 auf 26. Von den 23 Selden waren 12 % in einem „wüsten“ Zustand.
In einer Volksbefragung am 30. November 1919 stimmten 67 Wiesenfelder Bürger gegen den Beitritt des Freistaates Coburg zum thüringischen Staat und 3 dafür. Am 1. Juli 1920 wurde der Freistaat Coburg mit dem Freistaat Bayern vereinigt.
1961 wurden Herbartsdorf, 1962 Kösfeld und 1964 Sulzdorf nach Wiesenfeld eingemeindet. Die Gemeinde Wiesenfeld hatte 1970 mit ihren Gemeindeteilen 650 Einwohner. Am 1. Mai 1978 wurde Wiesenfeld zwangsweise nach Meeder eingegliedert.
1987 hatte das Dorf 544 Einwohner und 130 Wohnhäuser.

## Einwohnerentwicklung
| Jahr | Einwohnerzahl |
| ---- | ------------- |
| 1783 | 230           |
| 1910 | 327           |
| 1933 | 334           |
| 1939 | 316           |
| 1970 | 650           |
| 2004 | 677           |
| 2025 | 698           |

## Kirche

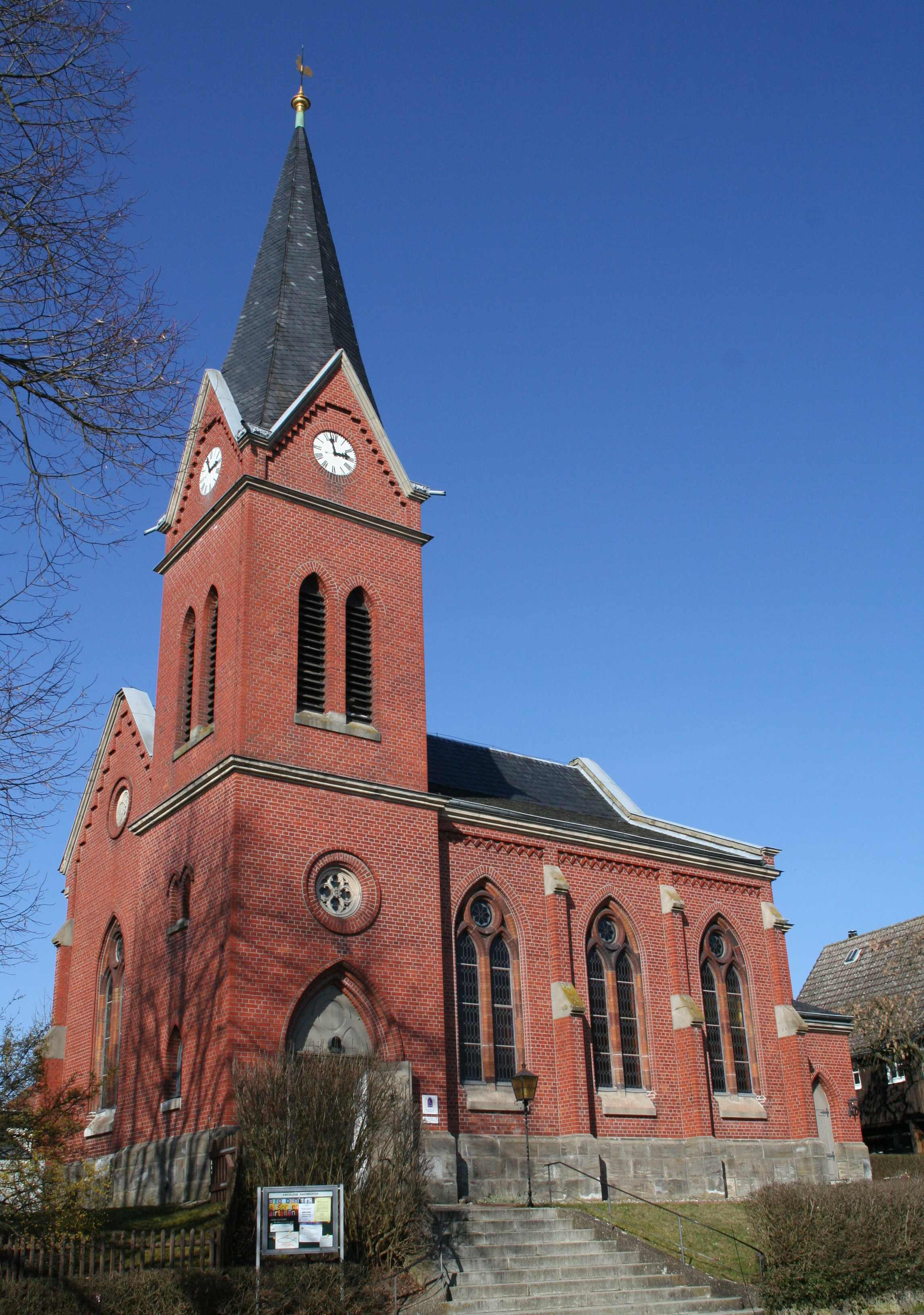
Magdalenenkirche

Die evangelisch-lutherische Magdalenenkirche wurde im Oktober 1898 geweiht. Der Vorgängerbau stammte aus dem Jahr 1724 und war am 27. Mai 1896 zusammen mit 41 benachbarten Gebäuden abgebrannt. Die neue Kirche aus rotem Backstein wurde nach Plänen des Coburger Baumeisters Uden in neugotischem Stil errichtet.

## Verkehr
Wiesenfeld liegt an der Staatsstraße 2205, die Coburg mit Bad Rodach verbindet. Außerdem quert die Kreisstraße CO4 nach Meeder den Ort. Seit 1892 besteht mit der Bahnstrecke Coburg–Bad Rodach ein Anschluss an das Eisenbahnnetz.

## Wirtschaft
In dem Ort hat der 1923 als Schreinerei gegründete Büromöbelhersteller Leuwico seinen Sitz. 
Leuwico meldete am 2. Dezember 2024 Insolzenz an. Leuwicos Mutterunternehmen Vivonio war zuvor ebenfalls insolvent gegangen.
Die Milchwerke Oberfranken West eG betreiben am Ortsrand seit 1992 eine Molkerei. Diese hatte 2012 331 Vollzeitbeschäftigte und produzierte 2013 unter anderem 43.000 Tonnen Käse.

## Persönlichkeiten
- Erhard Andreas Frommann (1722–1774), Abt von Kloster Berge und Generalsuperintendent des Herzogtums Magdeburg